# Lütschine
Lütschine är ett vattendrag i Schweiz. Det ligger i den centrala delen av landet, 40 km sydost om huvudstaden Bern.
I omgivningarna runt Lütschine växer i huvudsak blandskog. Runt Lütschine är det ganska glesbefolkat, med 28 invånare per kvadratkilometer.